# Дайсон (місячний кратер)
Кра́тер Дайсон (лат. Dyson) — великий метеоритний кратер у північній півкулі зворотного боку Місяця. Назва присвоєна на честь англійського астронома Френка Вотсона Дайсона (1868—1939) і затверджена Міжнародним астрономічним союзом у 1970 році. Утворення кратера відбулось у нектарському періоді.

## Опис кратера

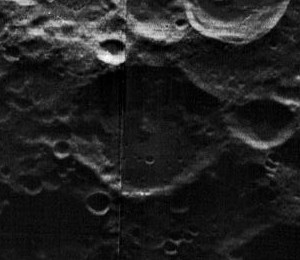
Світлина зонду Лунар орбітер-5 (північ, праворуч).

Найближчими сусідами кратера є кратер Вант-Гофф на заході, кратер Мезенцев на півночі північному заході, кратер Нетер на північному сході, кратер Кулон на південному сході і кратер Крамерс на півдні південному заході. На північний захід від кратера розташовується широка безіменна долина. Селенографічні координати центра кратера 60°52′ пн. ш. 121°43′ зх. д. / 60.87° пн. ш. 121.71° зх. д., діаметр 63,1 км, гли5бина 2,7 км.
За час свого існування кратер зазнав значних руйнувань. До північної північно-західної частини кратера прилягає сателітний кратер Дайсон X (див. нижче), до південно-західної частини — невеликий циркулярний кратер, що межує також із сателітним кратером Дайсон Q. Вал кратера перекривається декількома кратерами різного розміру і має асиметричну форму. У північно-східній часті вал є невисоким та має вузький, практично відсутній внутрішній схил. У решті частинах внутрішній схил валу є досить широким й доходить до половини радіуса кратера. Висота валу над навколишньою місцевістю сягає 1230 м. Дно чаші є рівним і поцятковане безліччю кратерів у східній та північно-східній частинах. Наявний центральний пік, що переходить у лінійний хребет, що досягає західної частини внутрішнього схилу. Об'єм кратера становить приблизно 3400 км³.

## Сателітні кратери
| Дайсон | Координати                                                  | Діаметр, км |
| ------ | ----------------------------------------------------------- | ----------- |
| B      | 63°20′ пн. ш. 118°16′ зх. д. / 63.33° пн. ш. 118.27° зх. д. | 49,6        |
| H      | 59°19′ пн. ш. 114°21′ зх. д. / 59.31° пн. ш. 114.35° зх. д. | 21,0        |
| M      | 58°10′ пн. ш. 121°32′ зх. д. / 58.17° пн. ш. 121.53° зх. д. | 31,5        |
| Q      | 59°11′ пн. ш. 126°08′ зх. д. / 59.19° пн. ш. 126.13° зх. д. | 93,2        |
| X      | 62°16′ пн. ш. 123°02′ зх. д. / 62.26° пн. ш. 123.03° зх. д. | 25,8        |

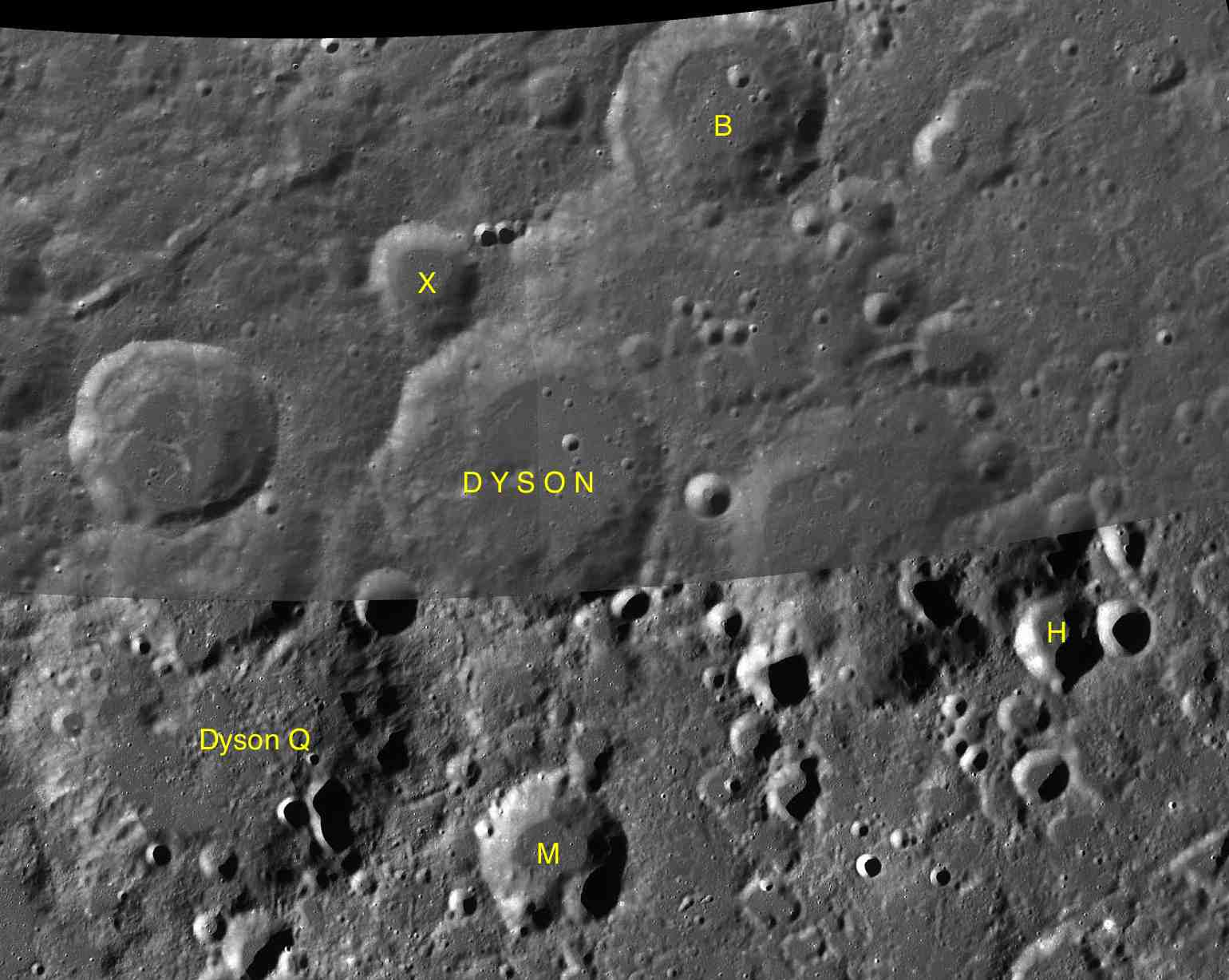
Фрагмент мапи LAC-20.

- Утворення сателітних кратерів Дайсон B і M відбулось у нектарському періоді[1].
- Утворення сателітного кратера Дайсон Q відбулось у донектарському періоді[1].